# Bataille de Verneuil (1424)
Vous lisez un « bon article » labellisé en 2025.
Pour les articles homonymes, voir Bataille de Verneuil.
Guerre de Cent Ans
Batailles
La bataille de Verneuil constitue un affrontement majeur de la guerre de Cent Ans, qui se déroule le 17 août 1424 au nord de Verneuil d'Avre et d'Iton, en Normandie, dans le sud du département actuel de l'Eure. Elle oppose une armée anglaise à une force franco-écossaise, renforcée par une cavalerie lourde milanaise. Cette bataille représente une victoire significative pour les Anglais, qui la qualifient de seconde Azincourt.
La bataille débute par un échange de flèches entre les archers anglais et écossais, suivi de la charge de 2 000 cavaliers lourds milanais qui, en balayant les flèches et les pieux de protection, pénètrent dans les rangs des hommes d'armes anglais, mettant en déroute un flanc de leurs archers. Les Milanais poursuivent les Anglais en fuite et pillent leur train de bagages. Pendant ce temps, les hommes d'armes anglais et franco-écossais s'engagent dans une mêlée intense d'environ 45 minutes, à laquelle se joignent de nombreux archers anglais. Les Français finissent par être battus, laissant les Écossais seuls dans une ultime résistance, sans quartier accordé par les Anglais. À la fin de la bataille, la cavalerie milanaise revient sur le champ, mais s'enfuit en découvrant le sort de la force franco-écossaise.
Environ 6 000 Français et Écossais sont tués lors de la bataille, et 200 sont faits prisonniers. Le chroniqueur bourguignon Jean de Wavrin, présent sur le champ de bataille, évalue à 1 600 le nombre d'Anglais tués, tandis que Jean de Lancastre, commandant anglais, déclare n'avoir perdu que deux hommes d'armes et quelques archers. L'armée écossaise, dirigée par les comtes de Douglas et de Buchan, tous deux tués, subit une destruction presque totale. De nombreux nobles français, dont le duc d'Alençon et Gilbert Motier de La Fayette, sont capturés. Après Verneuil, les Anglais consolident leur position en Normandie, tandis que l'armée écossaise cesse de jouer un rôle significatif dans la guerre de Cent Ans, bien que de nombreux Écossais restent au service de la France.

## Contexte

### Situation en France

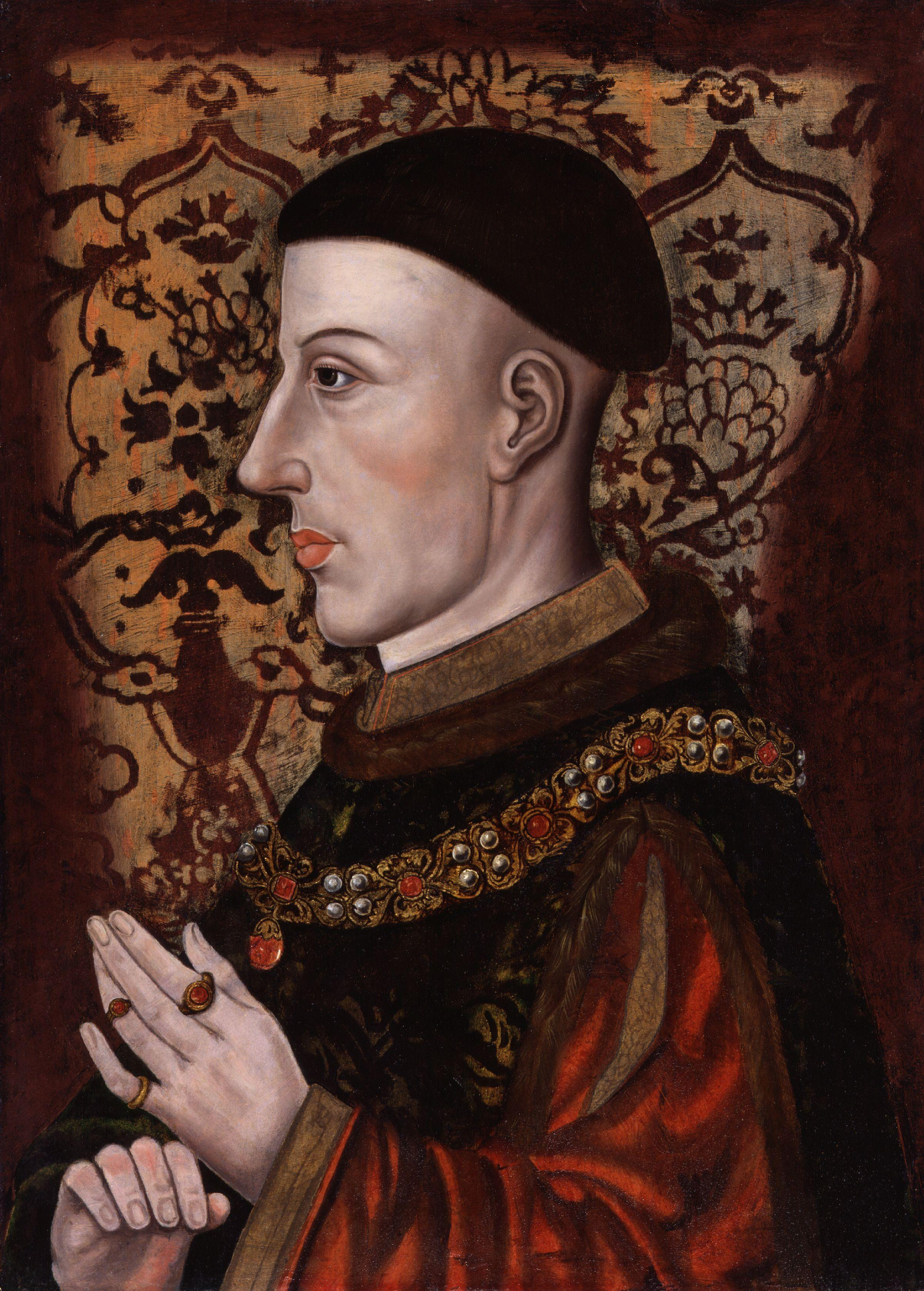
Henri V (roi d'Angleterre), roi d'Angleterre, portrait anonyme du XVIe siècle,, National Portrait Gallery, Londres.

À la suite de la bataille d'Azincourt du 25 octobre 1415, la noblesse française est décimée. Le 1er août 1417, l'armée d'Henri V débarque à nouveau près d'Harfleur, conquise en 1415 dans l'estuaire de la Touques, comme deux ans plus tôt lors de la campagne qui mena à la bataille d'Azincourt,,. 
Les Anglais se sont assuré le contrôle de la mer par deux attaques sur la flotte française, la première en août 1416 dans la baie de Seine et la seconde devant Saint-Vaast-la-Hougue le 29 juin 1417. La guerre n'est pas une simple chevauchée comme au temps du prince noir Édouard de Woodstock. Il s'agit d'une vraie guerre de conquête. Les Anglais ne se heurtent à aucune résistance des Français et peuvent remonter la vallée de la Touques jusqu'à Lisieux, qui est alors prise, cette ville importante n'étant pas encore fortifiée. Bayeux capitule le 5 septembre 1417, tandis que Caen est prise le 19 septembre 1417, après le siège de la ville débuté vers le 15 août par Thomas de Lancastre, duc de Clarence et frère d'Henri V. Cela entraîne la capitulation de la plupart des villes de la région : Argentan le 12 octobre, après un siège de huit jours,,, et le même mois, les villes de L'Aigle, Alençon, Sées, Exmes et Trun. Falaise et Vire tombent en février 1418. En mars, l'armée d'Henri V prend la direction du Cotentin. Saint-Lô est aux mains des Anglais le 12, Carentan, Saint-Sauveur-le-Vicomte et Coutances le 16,. En mai, l'armée part pour les actuels départements de l'Eure et de la Seine-Maritime. Évreux est prise le 20 mai 1418, Louviers le 23 juin, Pont-de-l'Arche le 5 juillet, Cherbourg le 29 septembre 1418, Nonancourt prise la même année, puis détruite et Rouen en 1419 qui devient la capitale des Anglais en France,,,,,. 
Seul le mont Saint-Michel restera français,. Les Anglais laissèrent de fortes garnisons sur place. Selon les sources de l'époque, 4 500 soldats anglais occupent une quarantaine de places fortes. Entre-temps, les Bourguignons prennent de nombreuses places sur la route de Paris, bloquant les renforts français entre l'Île-de-France et la Normandie. 
À la suite des opérations militaires menées par Henri V de 1417 à 1419, il se proclame duc de Normandie. Jean sans Peur fait d'ailleurs son entrée dans la capitale le 29 mai 1419. Contre toute attente, le 11 juin 1419, le duc de Bourgogne décide de se réconcilier avec le dauphin Charles (futur Charles VII), ce dernier étant le dernier héritier mâle de son père Charles VI, par suite de la mort de ses frères aînés Charles (1386), Charles (1401), Louis (1415) et Jean (1417). Le 11 juillet, ils signent le traité de Pouilly-le-Fort, à la suite d'une entrevue entre le 8 et 11 juillet 1419 à Vert-Saint-Denis : une paix est jurée par les deux princes sur leur part de paradis, en présence de Philippe de Coetquis, évêque de Léon et envoyé du pape Martin V,. Cette paix est ratifiée par Charles VI à Pontoise le 19 juillet. La situation s'envenime lors d'une rencontre sur le pont de Montereau, où les hommes du Dauphin assassinent le duc,.

### Traité de Troyes

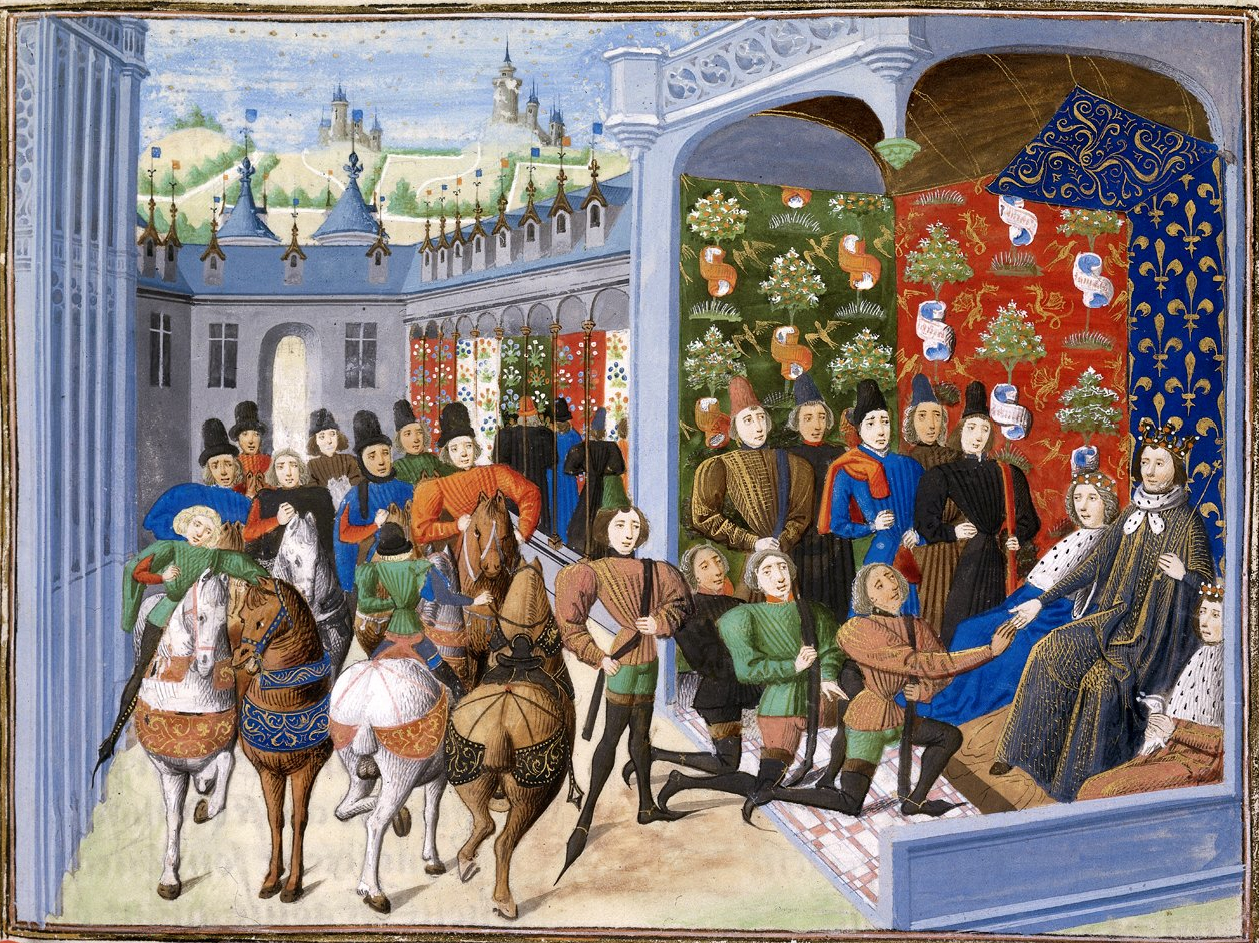
Charles VI et Isabeau de Bavière durant le traité de Troyes. Chroniques de Jean Froissart, British Library, Harley 4380, f^{o} 40, c. 1470-1472.

Après l'assassinat de son père, Philippe le Bon devient duc de Bourgogne et renoue avec l'alliance anglaise,. Apprenant ce meurtre, Henri V, d'après Pie II, se serait écrié : « La nouvelle m'apporte le trône de France et met une seconde couronne sur ma tête »,. Un projet de mariage est formulé entre ce dernier et Catherine de France, fille du roi Charles VI. Malgré la défense du dauphin indiquant que les paroles du duc avaient été offensantes et rappelant l'assassinat de Louis Ier d'Orléans orchestré par le duc de Bourgogne en 1407, beaucoup se rangèrent du côté du nouveau duc et arborèrent la croix de saint André sous sa forme de croix de Bourgogne et, notamment, à Paris. 
Le 20 septembre, la reine demanda au roi d'Angleterre Henri V de l'aider à faire la paix. Dans une lettre du 27 septembre à Philippe de Saint-Pol et au conseil royal à Paris, Henri V revendique non seulement la Guyenne et la Normandie, mais aussi la couronne de France par droit héréditaire. 
Les Bourguignons sont favorables à ce qu'Henri V devienne roi de France, pour garantir la paix, que cela soit légal ou non. Pour eux, Henri V a les moyens de conquérir le royaume, et le dauphin s'est disqualifié par le meurtre de Montereau. Il reste les princes de sang, comme Charles Ier d'Orléans, prisonnier en Angleterre depuis la bataille d'Azincourt, et Louis III d'Anjou. La situation remonta jusqu'au pape : il reçut des ambassadeurs français et anglais ; l'évêque Philippe de Coetquis démontra que les Anglais n'avaient aucun droit ni sur la Normandie, ni sur le trône de France, et le pape en prit acte. 
Par le traité de Troyes, le dauphin est reconnu illégitime par Isabeau de Bavière. Le traité stipule qu'à la mort de Charles, Henri deviendrait à la fois roi d'Angleterre et roi de France. Le traité propagea des rumeurs de bâtardise concernant le dauphin sans aller trop loin pour ne pas humilier la reine. Le Dauphin était en voyage en Languedoc, et tenta de se rapprocher d'Amédée VIII, sans succès. Le premier à l'étranger qui reconnut le traité de Troyes est Sigismond de Luxembourg, roi des Romains et roi de Hongrie, le 31 juillet 1420. Les trois états d'Angleterre le reconnaissent le 2 mai 1421, à Westminster. Le traité choqua les Armagnacs, par définition hostiles à ce que la couronne de France revienne à un étranger ; en France, il scandalisa une partie de la noblesse, y compris chez les Bourguignons, comme Nicolas de Clamanges ou Guillaume de Vienne. 
Henri V meurt le 31 août 1422. Charles VI décède à son tour, deux mois plus tard, le 21 octobre 1422. Henri VI n'est alors âgé que de 10 mois. Jean de Lancastre, duc de Bedford, devient régent de France tandis qu'Humphrey de Lancastre devient régent d'Angleterre,.

### Situation en Écosse

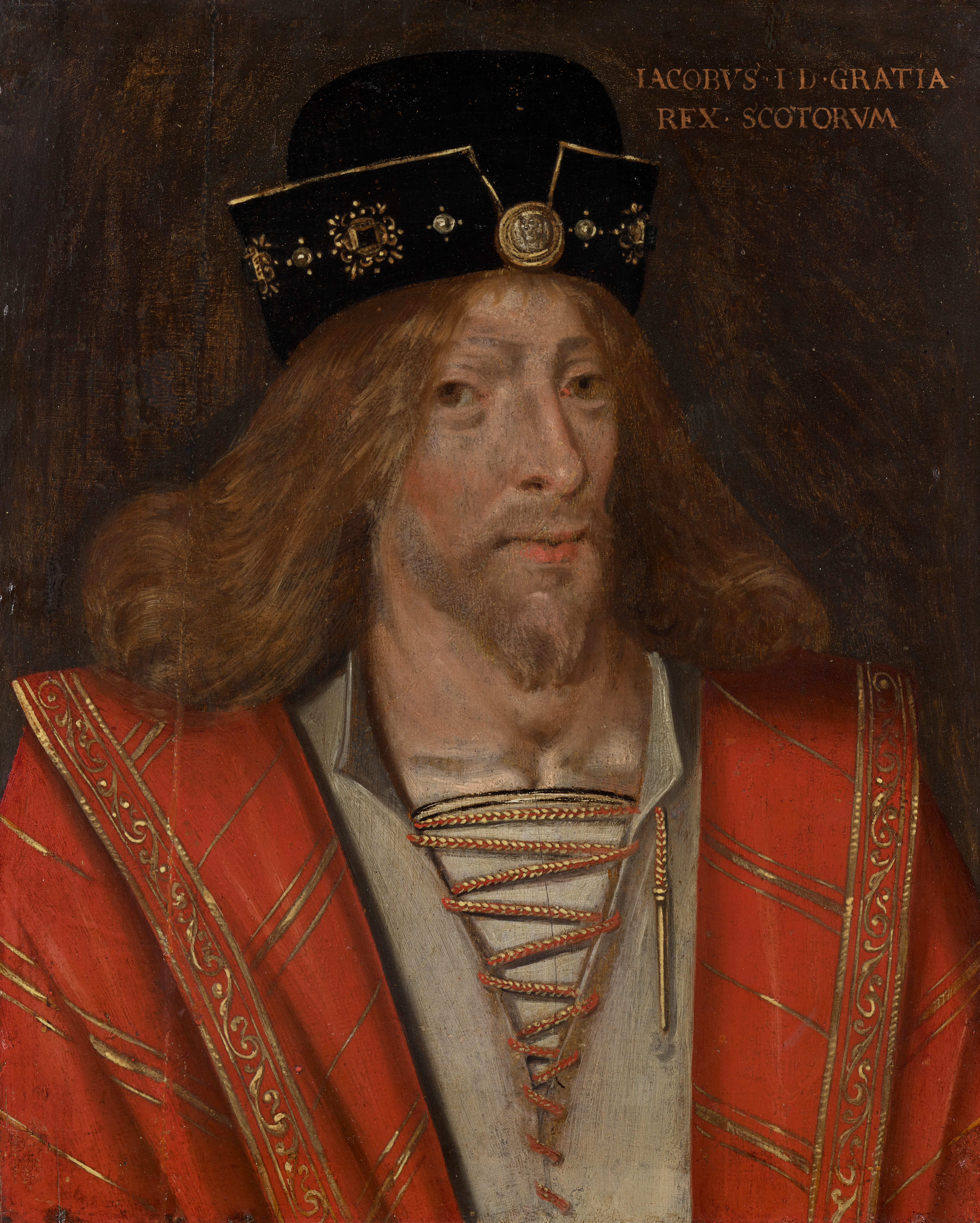
Jacques Ier (roi d'Écosse), roi d'Écosse, vue d'artiste anonyme vers 1579,, galerie nationale d'Écosse, Édimbourg.

Depuis 1406, l'Écosse vit une période compliquée. Robert III envoie son fils Jacques en France ; en chemin, il est capturé et rançonné par les Anglais qui le gardent prisonnier. Jacques accompagne Henri V lors de ses campagnes en France. L'oncle de Jacques, Robert Stuart, premier duc d'Albany, devient régent. Il fait accélérer la libération de son fils Murdoch Stuart, capturé en 1402 à la bataille de Homildon Hill,. Murdoch succéde à son père en 1420 pour la régence. Les caisses de l'État sont vides, la corruption est endémique. À la suite du traité de Troyes, le Régent commence des manœuvres diplomatiques dans les buts suivants :
- entretenir l'Auld Alliance ;
- maintenir l'envoi de troupes en France ;
- réconcilier Armagnacs et Bourguignons ;
- négocier la libération de Jacques Ier.

Bien qu'il soit prisonnier, Jacques Ier est éduqué en Angleterre pour devenir roi ; il rencontre Jeanne Beaufort, fille de Jean Beaufort, premier comte de Somerset. Ils se marient et Jeanne devient reine d'Écosse,. Pendant sa captivité, il est fait chevalier et devient membre de l'ordre de la Jarretière. Henri V espère que la présence de Jacques Ier à ses côtés obligera les Écossais à abandonner le combat en France, en vain. En 1423, après la mort d'Henri V, Jacques Ier est libéré. Son mariage avec Jeanne Beaufort est accueilli avec intérêt car il rapprocherait les deux royaumes. Il doit s'acquitter d'une rançon de 40 000 livres et livrer 21 otages. Le 28 mars 1424, il signe un traité de paix avec l'Angleterre pour une durée de 7 ans, mais affirme ne pas pouvoir rappeler ses compatriotes en France,. Le 13 mai 1424, il est couronné roi d’Écosse à Scone, dans le Perth and Kinross,.

## Campagne de 1423-1424

### Préludes

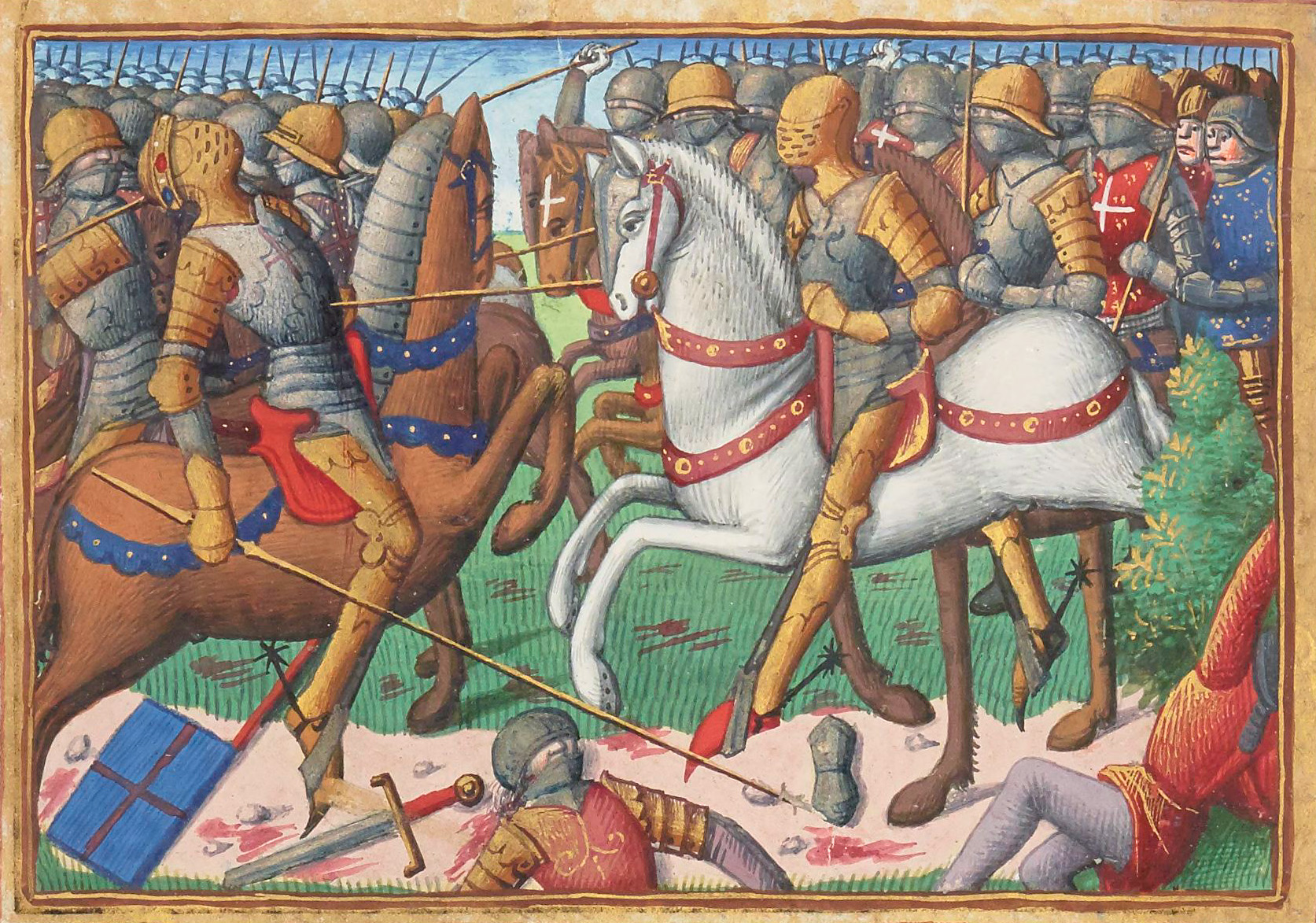
Bataille de Baugé, auteur inconnu, enluminure issue des Vigiles de Charles VII, manuscrit de Martial d'Auvergne, vers 1484, BnF, Manuscrit français 5054, enluminure du folio 24 verso, Bibliothèque nationale de France, département des manuscrits Paris.

Pour la campagne de 1424, le Dauphin est assez optimiste et a de grandes ambitions. Il veut rejoindre Reims, où il sera sacré cinq ans plus tard, grâce à Jeanne d'Arc. Bedford souhaite se débarrasser des derniers points de résistance en Normandie et pousser ses hommes vers le Maine, l'Anjou et la ville de Dreux. Il a organisé une rencontre à Amiens, à l'été 1423, avec le duc de Bourgogne et le duc de Bretagne, Jean V, pour renforcer ses alliances en France,. Le Dauphin a eu des résultats mitigés l'année précédente, entre victoires (bataille de Baugé où meurt le duc de Clarence, frère d'Henri V,,), et défaite, notamment pour ses Écossais, lors de la bataille de Cravant. 
Bedford ne reçoit rien de Londres ; il fait une levée d'impôt pour acheter de la poudre et des canons, et former 1 200 lances, dont 400 sont destinées à la conquête du Maine. Une partie de la somme doit être remise aux villes d'Harfleur et de Lisieux pour la construction de bâtiments défensifs. Le 3 mars, Bedford s'empare du port du Crotoy, puis Compiègne, déjà prise par Étienne de Vignolles, dit La Hire, quelques mois auparavant,,,, après avoir menacé de faire pendre la garnison si elle ne se rendait pas. 
Le comte de Salisbury prend Montaiguillon. Falstoff et Scales assiègent Beaumont-sur-Sarthe, puis Gaillon, qui venait d'être prise par les Français et qui retombe le 8 juillet. Salisbury assiège Sézanne avec l'aide de Bourguignons comme Châtillion. La garnison refuse de se rendre et est massacrée,,, comme les civils. Les Français assiègent et prennent des villes dont Guercheville par l'amiral de France, Louis de Culant.
Un partisan du roi de France Charles VII, Géraud de la Pallière, s'empare à la fin de l'été 1423, par surprise, du château d'Ivry, en escaladant ses murs avec ses hommes. En réaction, un siège anglais est déclenché, car le château servait aux incursions des Armagnacs en territoire anglais. Le 15 juin 1424, Bedford envoie une troupe pour reprendre le château, après avoir neutralisé le capitaine qui devait assurer la sécurité de la fortification pour le compte des Anglais, un bourgeois normand du nom de Pierre Glé. Les assiégés proposent de se rendre le 15 août si aucun secours ne leur parvient. Géraud de la Pallière en avertit le Dauphin qui décide de former une armée pour soutenir les assiégés d'Ivry.
L’armée de Charles VII, constituée d’un détachement écossais de 7 000 hommes, se réunit à Châteaudun, et se met en route pour les secourir. Selon Pierre de Fénin, le Dauphin aurait voulu commander lui-même mais son entourage l'en dissuada. Jean II d'Alençon, âgé que de 15 ans, commande l'ost. Bedford a tenu conseil avec le duc de Bourgogne et préparé une armée pour affronter ses adversaires.

### Campagne sur Verneuil

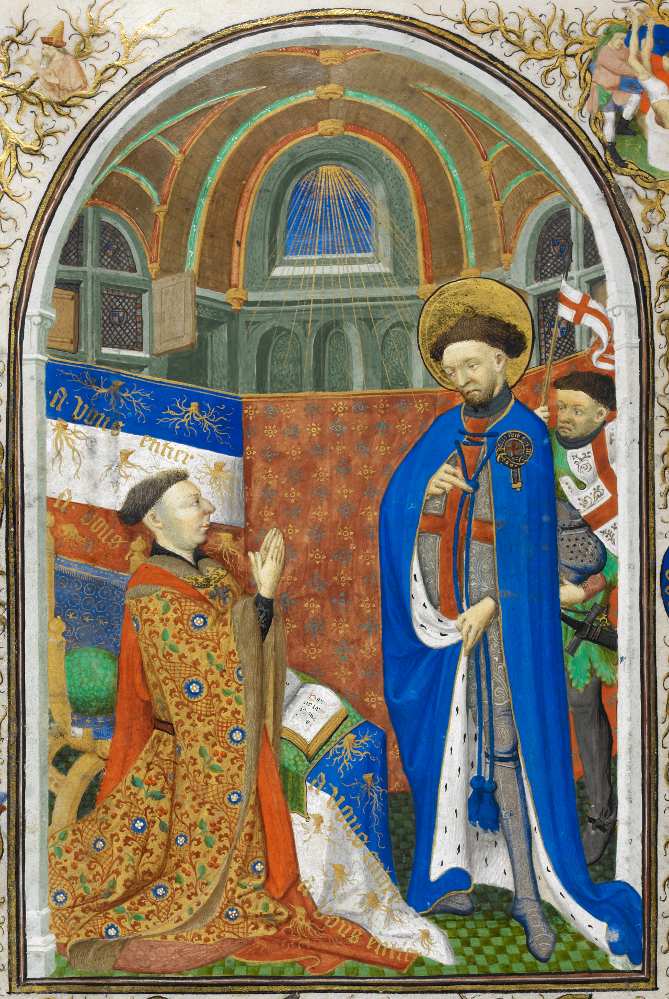
Représentation de Jean de Lancastre, duc de Bedford, dans une enluminure ornant les Heures de Bedford (Maître de Bedford, British Library, Londres, entre 1410 et 1430).

#### Les Anglais
Le 12 août, l'ost royal part de Blois et se dirige vers le Perche, en passant par Châteaudun puis Chartres,,,. Bedford rassemble son armée à Évreux et Vernon,,,, pour finir la conquête de la Normandie. Le 14 août, Bedford se présente devant Ivry-la-Chaussée (aujourd'hui Ivry-la-Bataille) ; il reçoit la reddition de la garnison au bout de quelques semaines de siège, n'ayant pas reçu de secours au 15 août,,,,. Bedford ne fait pas de prisonniers, libère les soldats qui partent avec armes et bagages,,,, s'installe et attend les Français,,,. Le 16, il apprend que les Français ont pris Verneuil par la ruse. Furieux, il marche sur cette ville. Selon Guillaume Cousinot le Chancelier, Bedford aurait détruit la forteresse d'Ivry après la capture de la ville.

#### Les Franco-Écossais
L'armée franco-écossaise a quitté Tours le 4 août. Le rassemblement se fait le long de la Loire. L'ost est accompagné par des mercenaires lombards et des Espagnols aux ordres de Guillaume II de Narbonne,,. Eux partent de Tours le 13 août. L'armée est réunie à Châteaudun. Les notaires de la ville sont mis à contribution pour écrire les testaments des nobles écossais et placer leur titre en lieu sûr. Un Écossais du nom de Pierre Gaigier laisse un cheval en garde à Châteaudun. La garnison dunoise se joint à l'expédition. L'ost passe par Bonneval, non loin de Chartres, tenue par les Anglais,,,. L'armée s'arrête à Nonancourt et une messe est dite dans l'église Saint-Martin. Selon Jean et Alain Chartier, la décision d'attaquer Verneuil est alors prise. Les Français apprennent par leurs éclaireurs la reddition d'Ivry : ils comprennent que la position anglaise est trop forte, et décident de se détourner de cette dernière,,,,. Les Français sont, comme les Écossais, surpris : pour eux, cette reddition aurait dû avoir lieu le 15 et non le 14,,,.

#### Prise de Verneuil
Il leur paraît plus opportun de prendre Verneuil, tombée dans les mains d'Henri V en 1417. D'après un document daté de 1423, la ville est sous le capitanat de Thomas de Scales. 
Selon Jean Chartier et Cousinot, la cité se rend immédiatement car elle appartient par héritage au duc d'Alençon. Les Français y entrent le 15 août et font le siège du château de la ville. Les Franco-Écossais font défiler devant les murs des milliers d'Écossais (les archers), déguisés en Anglais. Selon le « bourgeois de Paris », ils sont « attachés et couverts de sang, et se lamentent en anglais pour faire croire aux défenseurs que l'armée de Bedford a été anéantie. Les Anglais tombent dans le piège et capitulent ». Peu après le vicomte de Narbonne en reçoit le commandement avec 1 000 hommes. Le bourgeois de Paris affirmera que la garnison fut massacrée, en fait, les Anglais purent partir et rejoindre l'ost de Bedford,.

## Les deux armées

### Commandants

#### Côté franco-écossais[69]

Jean II d'Alençon
Étienne de Vignolles, dit La Hire
Jean VIII d'Harcourt
Gilbert III Mortier de La Fayette
Jacques, comte de Ventadour
Archibald Douglas
John Stuart
Jean Poton de Xaintrailles
Guillaume II de Narbonne
André de Rambures
Humbert de Grolée
Claude de Sassenage
Antoine de Montchenu
Jean Ier de Neufchâtel-Montaigu
Jean V de Bueil

#### Côté anglais[70]

Jean de Lancastre, duc de Bedford
Thomas Montaigu
William de la Pole
Richard de Beauchamp
Thomas de Scales
Robert Willoughby
John Fastolf
Jean de Wavrin
Jean de Villiers de L'Isle-Adam
William Oldhall
Lancelot de Lisle
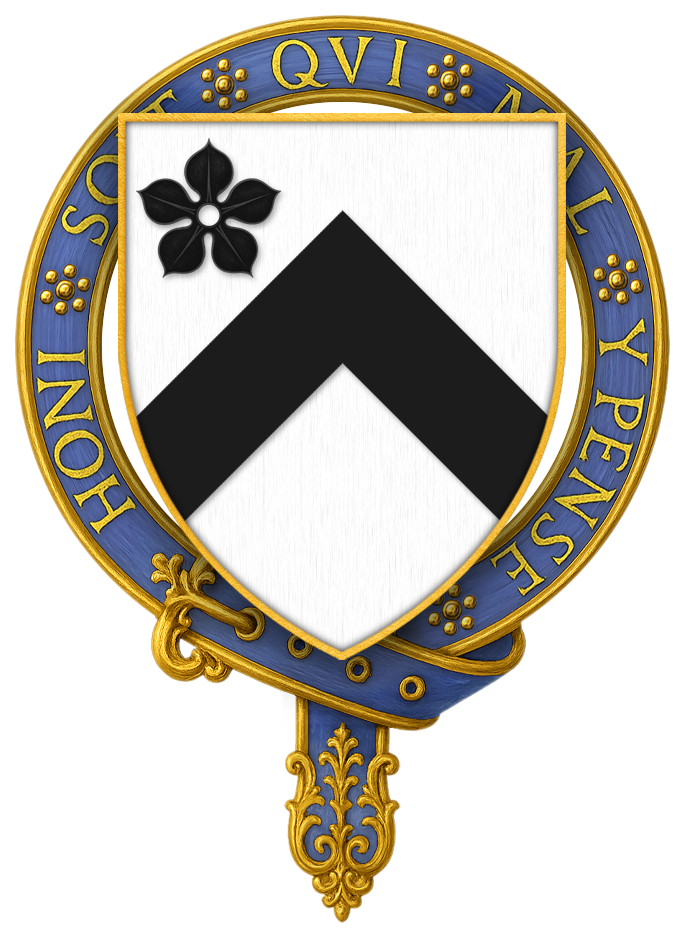
Thomas Rampston
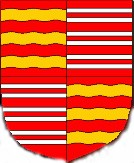
Jean de Toulongeon
Antoine de Vergy

### Armées

#### Armée franco-écossaise

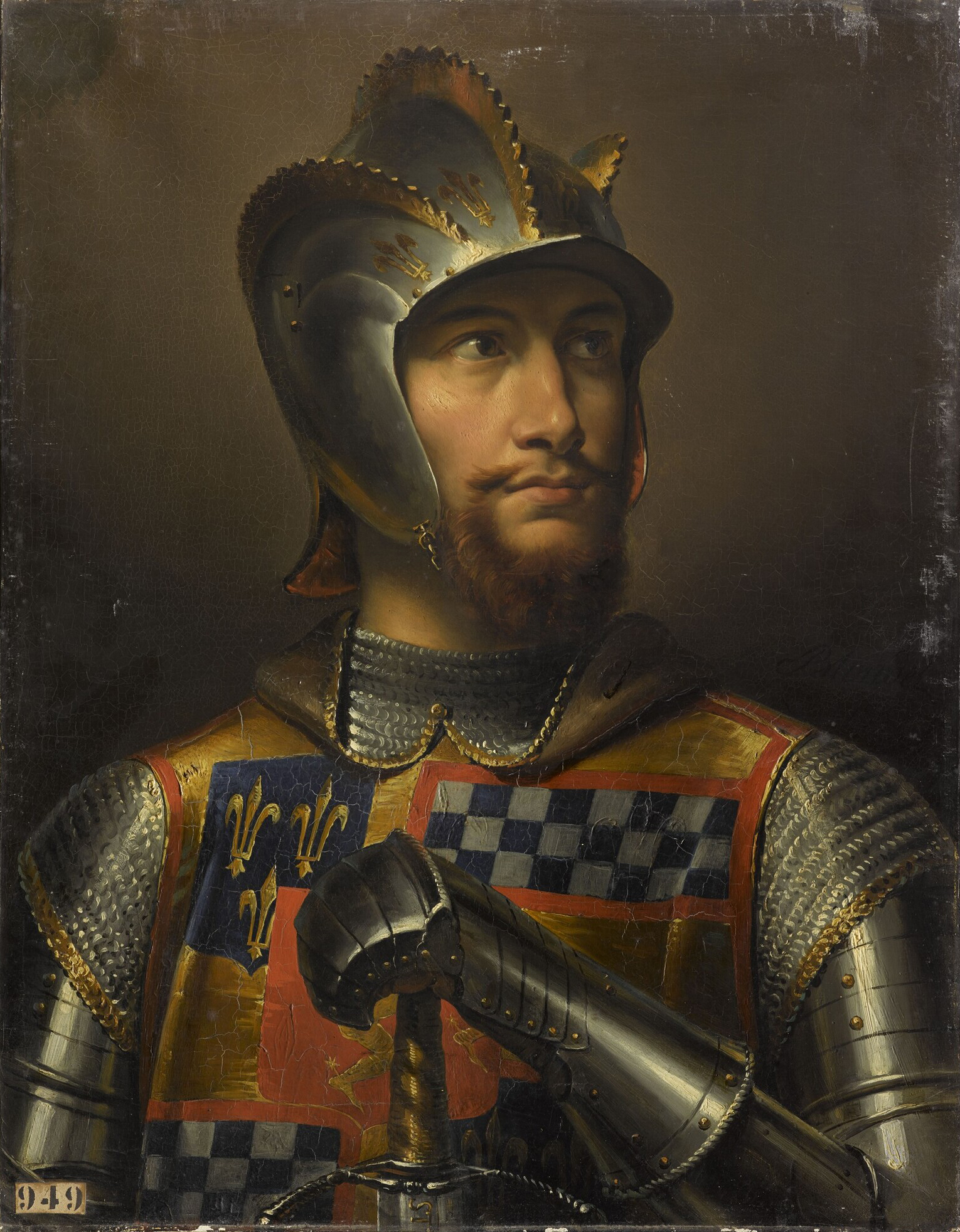
Vue d'artiste de John Stuart, par Merry-Joseph Blondel, 1835,, Château de Versailles, Versailles.

Grâce aux états généraux, le dauphin Charles a rassemblé la plus importante armée française depuis la bataille d'Azincourt presque 9 ans plus tôt,,,,. Jean de Wavrin, un noble bourguignon, laissera un mémoire relatant la bataille, impressionné par cette armée. D'après Thomas Basin, l'armée franco-écossaise, imposante, manque de discipline. Différents chroniqueurs donnent des chiffres allant de 10 000 combattants franco-écossais pour Thomas Basin, à 20 000 pour Jean Chartier. 
Dans une lettre du 19 août, le duc de Bedford écrit avoir battu une armée équivalente à la sienne composée d'environ 14 000 hommes, chiffre probablement le plus proche du nombre réel. 
Chartier explique le nombre de soldats français : le Dauphin avait convoqué le ban (la noblesse locale), le 15 mai, à Jargeau ; beaucoup venaient d'Anjou et du Maine, outre les mercenaires et la noblesse du Limousin, du Dauphiné et d'Auvergne. Les sources d'époque indiquent que Jean d'Aumale (Jean VIII d'Harcourt) qui gouverne le Mont-Saint-Michel et le héros de son siège, l'a fait dégarnir pour soutenir l'ost royal. Le dauphin a ordonné à Randon de Joyeuse, gouverneur du Dauphiné, de lui fournir 200 hommes d'armes. Parmi les Français qui participent à la bataille, on trouve le futur comte de Dammartin, Antoine de Chabannes. Les Écossais, contrairement au film Braveheart (1995), ne se battaient pas en kilt. Les chroniqueurs contemporains ont surtout mentionné qu'une partie était armée d'une hache, dite hache de Lochaber. Les Écossais, pour se différencier, portent des habits flanqués de la croix de saint André, aujourd'hui sur le drapeau de l'Écosse, sur fond rouge ou bleu,. Des bourgeois d'Orléans ont vu ces soldats en garnison, et racontent qu'ils ont adopté l'arc long, qu'ils ont des guisarmes, des haches proches de celles des Vikings, notamment pour les soldats venus des Highlands, et ce, en plus d'épées et de haches de Lochaber. 
En plus des Français et des Écossais, il y a des mercenaires italiens et espagnols. Le dauphin Charles négocie auprès des alliés traditionnels de la France pour en recruter. C'est le cas de la Castille, avec qui la France avait signé, en 1408, le traité de Valladolid qui créait une alliance anti-anglaise. Les Castillans étaient renommés dans le domaine de la marine, qui rivalisait avec celle des Anglais et permettait de protéger, par exemple, le port de La Rochelle. 
Côté italien, ce sont surtout les Milanais qui fournissent des troupes, le duché de Savoie restant neutre depuis la guerre civile entre Armagnacs et Bourguignons. Les lances italiennes se composent comme les françaises de trois hommes, un homme d'armes, un valet et un page. L'homme d'armes est recouvert d'une armure lourde et le cheval d'un caparaçon métallique. Le nombre de lances est estimé entre 400 et 500 lances lombardes.

#### Armée anglaise
L'ambassadeur Antonio Morosini estime le nombre de soldats anglais à 6 000 hommes,, estimation la plus basse : la plupart tournent autour des 12 000 à 14 000 hommes. 
Jean Chartier donne les nombres de 13 000 et 14 000. Enguerrand de Monstrelet évalue à 1 800 les hommes d'armes, et à 8 000 les archers. L'écart des deux forces est similaire, selon les lettres du duc de Bedford. 
L'armée anglaise se compose de plusieurs branches. Il y a d'abord la garde personnelle du Duc, composée de 100 hommes d'armes et de 300 archers. Il y a ensuite le gros de l'armée, des recrues provenant d'outre-Manche. En juin, 420 chevaliers et 1 140 archers engagés en Angleterre sont envoyés pour compléter les forces du duc. Enfin, on trouve les hommes de garnison, Bedford en prélève environ 2 000 sur les 4 500 qui sont en Normandie. L'armée anglaise est composée d'un grand nombre de capitaines : ils ont charge de 20 à 70 hommes chacun. Ils occupent des fonctions en Normandie conquise ou dans le reste du territoire français sous contrôle anglais. C'est le cas de Thomas Maistresson, bailli de Caux, qui commande 5 hommes d'armes et 18 archers, ou Guillaume de Lansar, capitaine de Louviers, qui commande 15 hommes d'armes et 48 archers à cheval. Les capitaines sont majoritairement anglais, certains Français acquis à la cause anglaise. Les soldats sont Anglais et Gallois, et quelques Normands, surtout parmi les troupes détachées de garnison.

## Bataille

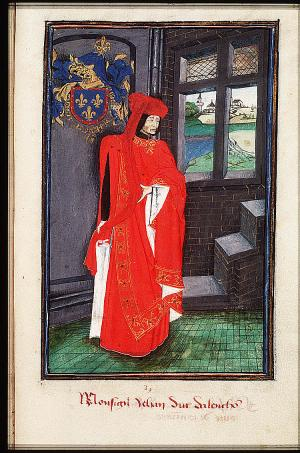
Jean II d'Alençon (Valois), auteur inconnu, 1473, issue de Statuts, Ordonnances et Armorial de l'Ordre de la Toison d'Or, collection Gérard, Bruxelles.

### Préparatifs
Avant la bataille, les capitaines français et écossais se sont rassemblés, probablement au château de Verneuil. Selon de nombreuses sources historiques, ils ne s'entendent pas sur les questions tactique, stratégique et hiérarchique. Ni John Stuart, connétable de France, ni Archibald Douglas, duc de Touraine, ni Jean II d'Alençon, duc d'Alençon, ne sont commandants en chef de l'armée franco-écossaise. L'armée du dauphin est moins soudée, moins disciplinée et les Français et les Écossais communiquent mal. Cousinot et Jean Chartier relatent que certains capitaines proposent de ne pas attaquer directement les Anglais, de ne pas leur laisser choisir leur terrain et leur laisser faire un nouvel Azincourt, Crécy ou Poitiers,,. Ils proposent une guerre de poursuite pour affaiblir l'armée anglaise. Pour les capitaines comme pour le vicomte de Narbonne ou le comte d'Aumale, Bedford ayant dégarni les villes normandes, il serait judicieux de laisser une garnison à Verneuil et de s'emparer d'autres forteresses : cela forcerait Bedford à diviser ses troupes. Cette stratégie serait également propice aux embuscades : c'est ce qui avait permis de gagner la bataille de Baugé,. Les capitaines écossais, selon la chronique de la Pucelle, veulent, comme les jeunes Français, battre rapidement les Anglais et en découdre vite,. La discussion s'envenime, des jeunes hommes accusent les capitaines d'être des « vétérans de couardise ». On décide d'envoyer Guillaume de Peliège, un chevalier du Berry, espionner les mouvements des Anglais. En chemin, il rencontre un religieux ayant donné la messe à Bedford qui lui dit que les Anglais sont au nombre de 14 000, tous soldats d'élite,,,. Bedford avance avec prudence pour éviter une répétition de la bataille de la Brossinière, qui avait tellement coûté aux Anglais,. D'après les mémoires de Wavrin, le comte de Suffolk devance Bedford avec 1 600 hommes, force qui sera renforcée par le comte de Salisbury, Thomas Montaigu,. Le gros de l'armée les suit, arborant quatre bannières, celle de France au trois fleurs de lys portée par Jean de Villiers de L'Isle-Adam, celle de saint Georges à la croix de saint Georges, symbole de l'Angleterre, celle de saint Édouard, la bannière de Bedford, et la double bannière de France et d'Angleterre. L'armée anglaise quitte Damville le 17 au matin et atteint Breteuil. Les Anglais laissent leur artillerie dans le hameau de Piseux.

### Déroulement
Le Régent envoi un héraut aux Français, pour fixer les conditions du combat et pouvoir identifier les morts à l'issue de l'affrontement. Ce seront Salisbury, du côté anglais et Stuart, du côté français. Celui-ci défie son vis-à-vis en combat singulier ; Bedford refuse. Selon Jean de Roye (dans son récit de l'enfance de Louis XI), Bedford aurait proposé que Salisbury et Stuart cherchent à obtenir la paix, au lieu de se battre,,. Selon Chartier, Salisbury aurait invité Douglas à boire ; ce dernier refusa, selon Basin, et répondit « que ce jour-là, ils ne feraient pas d'Anglais prisonniers et qu'ils ne voulaient pas, eux vivants, être prisonniers des Anglais »,,.
Pendant une pause, des jeunes gens furent adoubés, tel le fils d'Archibald Douglas, James Douglas. Salisbury est en prière, et, selon des témoins, il aurait juré de retourner à Jérusalem en pèlerinage,,. Comme convenu entre les deux parties, la bataille se joue dans la plaine de Saint-Denis, à 2,5 km des murs de Verneuil,. 
Bedford fait sortir son armée des bois, et avance jusqu'aux Franco-Écossais ; ils sont étirés et ont sur leur aile droite la « Justice », autrement dit le gibet de la ville, et sur leur aile gauche, une petite forêt. D'après Martial d'Auvergne, les lignes anglaises auraient été au niveau du gibet, ce qui est peu vraisemblable,. Une garnison de 3 000 hommes, sous le commandement d'André de Rambures, reste dans la ville de Verneuil avec les bagages,,. 
La plaine de Saint-Denis est une étendue plate qui ne donne aucun avantage à l'un des deux camps. Seul, le bois des Entes, derrière les troupes anglaises, pouvait leur servir de retraite, en empêchant une poursuite par la cavalerie française. La disposition exacte des armées n'est pas connue. Les très nombreuses chroniques se contredisent et les fouilles archéologiques n'ont pas permis de connaître la disposition des deux armées. 
Selon Raoulet, à l'aile gauche franco-écossaise, il y a 400 lances de cavalerie française, conduites par Poton de Xaintraille, le baron de Coulonges et le Roussin. À l'aile droite, se trouvent les Lombards de Valpergue et de Le Borgne Caqueran,. Au centre, les hommes d'armes à pied, avec les Espagnols du vicomte de Narbonne, la compagnie du comte d'Aumale et celle du duc d'Alençon. Derrière eux, se trouvent les Écossais de Douglas,.
Alain Chartier, dans sa chronique, met les Lombards à gauche, avec comme capitaine Rus et les cavaliers français à droite, avec, en plus, le sire Thionville et le sire d'Estillac,. Jean Chartier et Cousinot mentionnent aussi les ailes de cavalerie, mais pas de la même taille : les Français seraient forts de 300 lances et les Lombards de 400 à 500 lances,,. Thomas Basin donne peu de détails, Jean Le Fèvre de Saint-Remy indique que le gros des troupes est à pied et que les dispositifs franco-écossais et anglais se font face,,,. 
Du côté anglais, Bedford ordonne de faire attacher tous les chevaux ensemble sur quatre rang, à l'arrière, pour constituer une palissade vivante derrière son armée. Ils seront gardés par des archers et des non-combattants, information relatée par le Bourgeois de Paris et Enguerrand de Monstrelet,,. Les Anglais sont tous à pied : au centre, les hommes d'armes et, devant eux ainsi que sur leurs ailes, une ligne d'archers. À l'arrière, 2 000 archers gardent les chevaux,,,. Pour tous les chroniqueurs, la cavalerie sur les flancs doit jouer le même rôle que lors de la victoire de Gravelle : elle doit contourner les flancs des Anglais et réduire au silence ses archers,,,,,. Le duc de Bedford harangue ses troupes. Le duc d'Alençon fit de même. Sa harangue déplût au baron de Coulonces, qui se retira avec sa troupe non loin des murs de la ville et ne participera pas aux combats.

#### Déclenchement

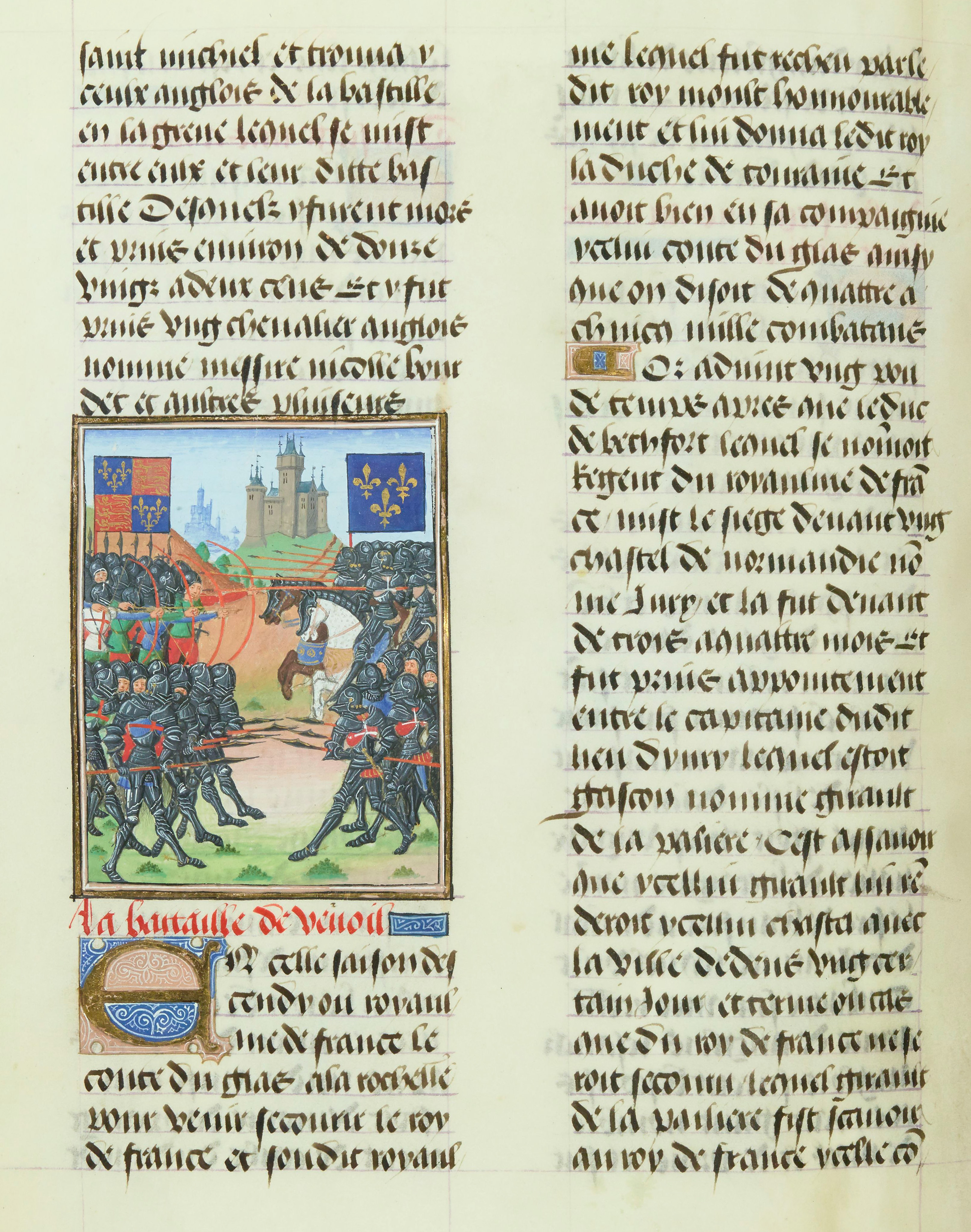
La bataille de Verneuil par Philippe de Mazerolles, entre 1470 et 1479, enluminure ornant La Cronicque du temps de tres chrestien roy Charles, septisme de ce nom, roy de France par Jean Chartier, Bibliothèque nationale de France, Paris.

La bataille débute à trois heures de l'après-midi, une heure avant, selon Wavrin, et un peu après, d'après une lettre de Bedford datée du 19 août,. Le combat dure entre trois quarts d'heure (selon Wavrin) et trois heures (selon Morosini). Ce sera la bataille la plus sanglante de la guerre de Cent Ans : 7 000 à 12 000 morts et blessés,,,,. 
Après des heures d’attente et d’observation, les archers anglais décident de provoquer les Français. Ces derniers chargent avant que les Anglais aient pu se fixer sur leurs nouvelles positions. Ils font voler en éclats l’aile droite anglaise. Jean Wavrin indique que la bataille se joue sur tous les fronts en même temps,. Les tirs de flèches proviennent des ailes des deux armées. Chaque minute, 25 000 flèches s'abattent sur les hommes. Les tirs sont meurtriers. Personne ne dispose d'un bouclier ou d'un harnois, mis à part les nobles ayant les moyens de s'en procurer. 
Au centre du dispositif, d'après Wavrin, des archers anglais, comme à Azincourt, plantent leur pieux dans le sol et se préparent à tirer sur le centre franco-écossais,. Sur les ailes, les cavaliers français entrent en action. Les Dauphinois attaquent les 2 000 archers anglais, soutenus, selon Cousinot, par 200 lances à cheval,,. La cavalerie enfonce les lignes. Puis, elle quitte le champ de bataille. Selon certains, les cavaliers français pensaient avoir gagné et se retiraient. Wavrin, au contraire, soutient que les gardes anglais ont repoussé l'attaque et fait fuir les Français,. Raoulet mentionne que Poton de Xaintrailles prend la fuite « après qu'il eût bien combattu », tandis que Roncin est fait prisonnier,. Cousinot ne parle que d'une fuite des Lombards, mais ajoute que les Français ont continué à se battre dans un combat déjà perdu,.

#### Charge sur les ailes

Carte du champ de bataille de Verneuil représentant la charge sur les ailes. A, chemin sinueux appelé "chemin de la bataille" sur le cadastre de 1837. B secteur nommé "Fossé Rouge" sur le même cadastre, lieux de massacre ou fosse commune. 1 échange de tirs meurtriers entre archers. 2 charge de la cavalerie franco-lombarde. 3 fuite de la cavalerie après avoir pillé le camp anglais.

De l'autre côté du champ de bataille, les Lombards chargent. Les armures milanaises portées par la cavalerie lombarde sont pratiquement invulnérables aux flèches des archers anglais. Elles permettent à 2 000 cavaliers de fondre sur plus de 8 000 archers et de les enfoncer presque sans perte. Après leur charge initiale, et avoir enfoncé les lignes de gardes, au lieu de se retirer pour se regrouper et charger à nouveau les Anglais, les Lombards continuent leur course jusqu'aux bagages anglais. Ils les pillent, et tuent au passage les valets et les pages. Après quoi, ils fuient « jusqu'aux rives de la Loire »,,. 
À la suite de l'attaque des Lombards, certains civils anglais, ainsi que des hommes d'armes, s'enfuient. Cet évènement est attesté par une série de lettres de rémission écrites par le Régent pour le roi Henri VI. Montrelet dit que ce ne sont pas uniquement les Lombards qui ont fui et pillé, mais tous les cavaliers, français comme lombards, qui ont attaqué des non-combattants et fui le champ de bataille honteusement,.

#### Attaque au centre

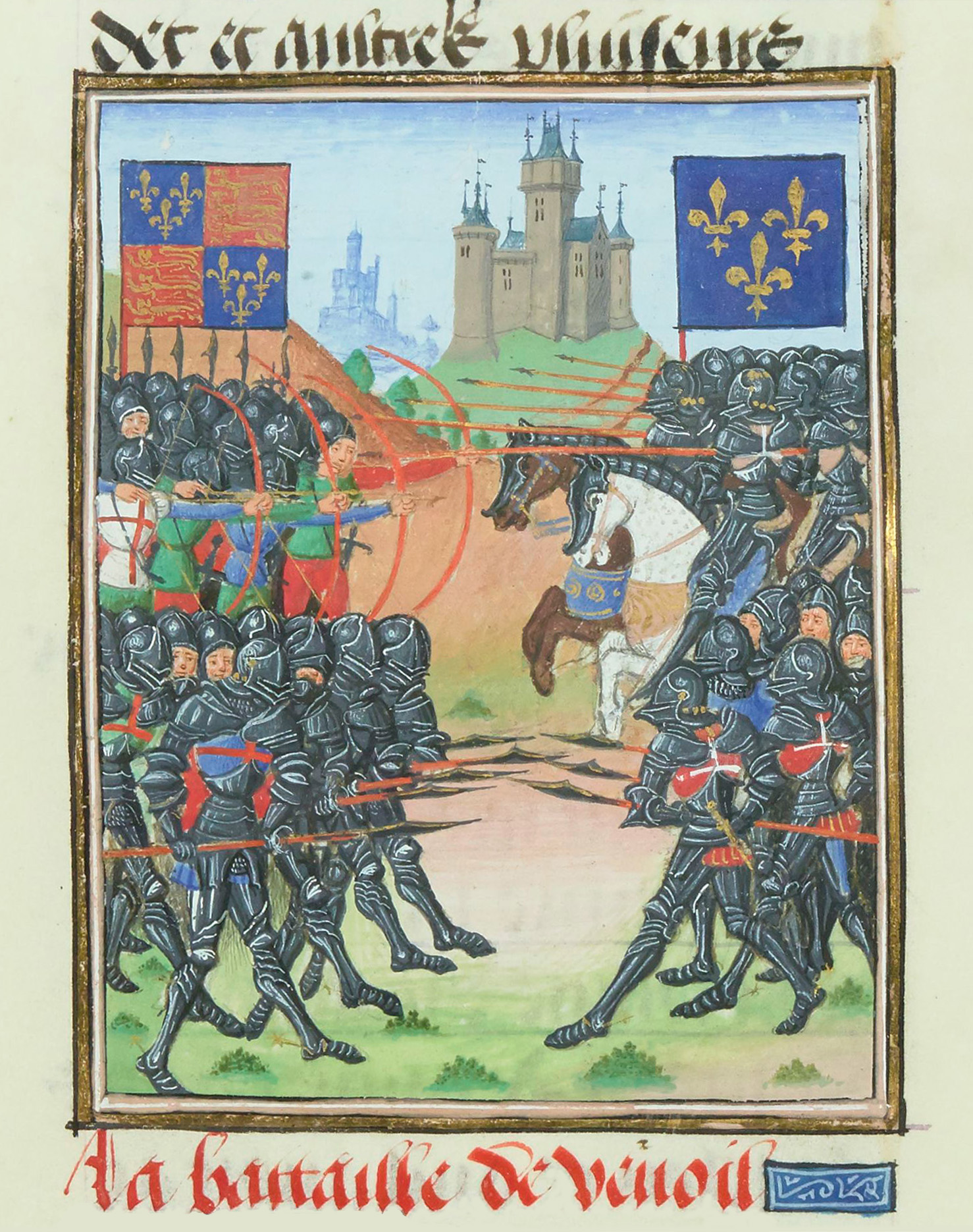
La bataille de Verneuil par Philippe de Mazerolles (détail), entre 1470 et 1479, enluminure ornant La Cronicque du temps de tres chrestien roy Charles, septisme de ce nom, roy de France par Jean Chartier, Bibliothèque nationale de France, Paris.

Au centre, les deux masses compactes de combattants s'affrontent. Les Français crient : « Montjoie ! Saint Denis ! ». Les Anglo-Bourguignons répondent : « Saint-George à Bedford » et « Notre Dame, Bourgogne »,. 
Les récits divergent sur l'offensive française contre le centre anglo-bourguignon. D'après Martial de Paris (ou d'Auvergne), Jean Raoulet et le héraut Bérry (Gilles Le Bouvier), le vicomte de Narbonne se serait élancé sans ordres vers les lignes anglaises, forçant les autres capitaines à le suivre,,,,.
Cousinot, lui, fustige les Écossais : selon lui, ils marchaient trop lentement et ont désorganisé les lignes franco-écossaises,. La distance à parcourir dans cette chaude journée d'août, en plein soleil, est une épreuve pour les Franco-Écossais. Ils arrivent épuisés au contact des Anglo-Bourguignons. 
Les hommes du vicomte de Narbonne sont les premiers : ses Espagnols sont massacrés ; le vicomte, deux de ses chevaliers, Bertrand de Rochefort et Louis de Blanchefort, et une bonne partie de la compagnie périssent,,,,. 
Au plus fort du combat contre le vicomte de Narbonne, les Anglo-Bourguignons s'avancent sur les hommes du comte d'Aumale,. Le combat est très dur. Les commandants des deux camp doivent donner de leur personne : le comte d'Aumale, d'un côté, et le duc de Bedford (armé d'une hache, d'après le récit de Wavrin), et Salisbury de l'autre. Ce dernier va s'illustrer dans cette journée, selon Wavrin,. La violence du combat et des mises à mort émeuvent même Wavrin, pourtant aguerri,. 
Les archers anglais, qui doivent défendre les bagages, se retrouvent sans adversaire ; ils décident, seuls, ou bien en reçoivent l'ordre d'un capitaine, de renforcer leurs lignes et se jettent dans la mêlée « en élevant un grand cri »,. L'arrivée des archers, troupes fraîches, redonne courage aux hommes d'armes : ils repoussent les troupes du comte d'Aumale, qui est tué à ce moment-là de la bataille. 
Les Anglais s'attaquent ensuite aux hommes du jeune duc d'Alençon. Une chronique de Joseph-Jacques Odolant Desnos raconte l'événement,. Le duc est blessé ; pour empêcher que les Anglais ne le tuent, le bâtard d'Alençon, demi-frère du duc, fils illégitime de Jean Ier d'Alençon, ainsi que Saint-Pierre dit le bâtard de Blosset, couvrent le corps du duc et crient « Alençon, Alençon », à l'intention des Anglais,,. 

Attaque au centre franco-écossaise. 4 attaque rapide des hommes d'armes français à pied Narbonne en tête, puis Alençon/Aumale... et enfin Douglas et les Écossais. 5 avance des hommes d'armes anglais à pied et choc avec les français.

Contre offensive anglaise. 6 les archers anglais qui gardaient le camp viennent en renfort. 7 repli des franco-écossais sur Verneuil poursuivis et massacrés par les anglais. 8 Coulonces qui n'a pas participé aux combats s'enfuit.

Les dernières compagnies françaises prennent la fuite en direction de Verneuil,,. Les Anglo-Bourguignons affrontent les Écossais restés sur le champ de bataille. Selon Raoulet, ceux-ci comptent encore 1 000 hommes d'armes et entre 3 000 et 4 000 archers,. 
Les chroniqueurs anglais disent que Bedford aurait attaqué les Écossais à revers, tandis que Salisbury les aurait attaqués de front. Aucun chroniqueur écossais, français, ou bourguignon, n'en fait mention. Les Écossais, en infériorité numérique, offrent une résistance acharnée. Ils savent qu'ils ne pourront être faits prisonniers. Ils s'épuisent et leur défense faiblit. Le combat tourne au carnage. 
Certains rejoignent les Français qui souhaitent rentrer dans Verneuil. La garnison de la ville laisse les portes fermées, de peur que les Anglo-Bourguignons n'y entrent. Certains se noient dans les fossés, d'autres sont poursuivis dans une chasse à l'homme impitoyable. Le connétable de France, l'Écossais John Stuart, comte de Buchan, son frère cadet Robert, son beau-père Archibald Douglas, 4e comte de Douglas et le fils de ce dernier, James Douglas, sont tués. 
Découvert sur le champ de bataille, le corps du vicomte Guillaume de Narbonne (conseiller du roi et capitaine des Armagnacs) est écartelé sur ordre des Anglais, puis pendu au gibet, en raison de sa participation à l'assassinat du duc de Bourgogne Jean sans Peur, à Montereau. 
Dans les Vigiles de Charles VII, Martial d'Auvergne rapporte qu'une fois la bataille terminée, les Lombards reviennent, sûrs que leur action à conduit à la victoire. Ils tombent sur des archers anglais, une escarmouche les met en fuite définitivement. Au cours de leur débandade, ils perdent une bannière près d'un cours d'eau, peut-être le Val du Boulay,. 
La victoire est anglaise, mais c'est une hécatombe pour les deux camps. Thomas Bassin, alors âgé de douze ans et résidant à Caudebec-en-Caux, raconte ce qu'il a ressenti à la vue du champ de bataille (bien que son témoignage soit remis en question). Même le bourgeois de Paris, pro-anglais et pro-bourguignons, qui dans son journal fustige le dauphin et les Armagnacs, s'en émeut,,.

## Conclusion à moyen terme

### Morts et prisonniers
Le nombre de morts varie en fonction des chroniqueurs. Le bourgeois de Paris ne compte que les nobles : il estime qu'il y a eu 2 375 morts côté franco-écossais et 3 000 côté anglo-bourguignon,. 
Wavrin fait une estimation de 1 600 Anglo-Bourguignons, dont deux capitaines, nommés Dodelay et Charleton,. Pour Jean Chartier, c'est 3 000 à 4 000 morts tous camps confondus ; pour Montrelet, le nombre s'élève à 3 000 à 4 000 morts pour les Franco-Écossais et 1 600 pour les Anglo-Normands,,. Jean Le Fèvre de Saint-Rémy compte 5 000 morts dont une moitié d'Écossais,,,. Dans une lettre écrite le 19 août par Bedford à Thomas Ramston, alors en plein siège de la ville de Guise, Bedford fait part de 7 262 morts côté franco-écossais,,,.
Une liste regroupe les morts et les prisonniers franco-écossais : le duc d'Alençon, le bâtard d'Alençon, sir Lois Tramorgen, le comte Daumerle, le comte de Vandoure, le vicomte de Vandoure, le seigneur de Forest, le seigneur de Gravil, le seigneur de Galles, le seigneur de Fountanes, le seigneur Dambois, le vicomte de Touars, le seigneur de Bellay, le seigneur Daverton, sir Pierre Herysson, sir John Tournebeuse, sir de Toureyne, Yvon de Pays, sir Philippe de Champaigne, sir Pierre Botrellbreton, sir Pierre Chepperon, sir Robert Dreux, sir John de Montgoubert, sir de Malicorne (Antoine de Chourses, seigneur de Malicorne), sir de Bourgnonvell, sir de Tournebeuse, sir de Beaumesnil, sir Loys de Harcourt, le seigneur Dasse le Reboulle, le Ronsyn, Oudin Chynard, sir de Bonnestable, sir Michell Feries, sir John Pigache, sir John Quatrebarbe sont prisonniers.
Le duc de Touraine et son fils le comte Douglas, John Stuart (connétable de France), le comte de Wyghton, sir Alexander Meldryn, sir Henry Balglave, sir John Sterlyng, sir William Homeldon, sir Robert Kaneday, Jean VIII d'Harcourt (comte d'Aumale), Louis II de Chalon-Auxerre (comte de Tonnerre), Jacques (comte de Ventadour), les sires de Roche-Baron (seigneur du Forez), Jean Rouault (seigneur de Gamaches), et bien d'autres sont morts. 
Montrelet en cite de nombreux, mais il est difficile de savoir si l'ensemble de ces hommes sont bien morts lors de la bataille et beaucoup de nobles sont aussi difficiles à identifier à cause de la rudesse des combats,,,,.
L'Écosse paye un prix très lourd dans cette bataille, comme le Dauphiné qui perd 300 hommes d'armes et écuyers. En mémoire de ses hommes, les trois États du Dauphiné font dire des messes ; des peintures sont faites au couvent des jacobins à Grenoble, à l'abbaye de Saint-Antoine et à l'église de la ville de Laval-en-Belledonne. Dans cette église se trouve la dernière des trois, exécutée vers 1450 et qui représente des anges couronnant la Sainte Vierge. La décision avait été prise avant la bataille de ne pas faire de quartier ; cependant, un peu plus de 200 hommes d'armes ont été faits prisonniers par les Anglais. Généralement, ce sont de hauts seigneurs capables de payer des rançons assez fortes et n'ayant pas commis de crime aux yeux des Anglo-Bourguignons.

### Les raisons de la défaite
Les raisons du désastre franco-écossais sont multiples. Tous les commentateurs en donnent des versions différentes. Au Moyen Âge, les raisons sont plutôt la volonté divine, comme ce sera le cas pour Jeanne d'Arc,,. 
Jean V de Bueil, qui a participé à la bataille au côté du vicomte de Narbonne, essaye de comprendre les raisons du désastre, en utilisant sa mémoire mais aussi les textes d'autres témoins et chroniqueurs,. Ainsi dans son « Jouvencel », il met en cause la disposition de l'armée franco-écossaise. Pour lui, mettre les cavaliers devant l'infanterie fut la principale cause de la défaite,. Cousinot, en revanche, rejette la faute sur les Lombards, coupables d'avoir abandonné le champ de bataille pour piller les bagages anglais et de s'être enfuis par la suite,.

### Reprise de Verneuil
Au soir de la défaite, le duc de Bedford se présente devant Verneuil ; elle est défendue par André de Rambures, qui se rend. D'après Raoulet, la reddition a lieu le lendemain. Bedford l'autorise à se retirer avec ses hommes, ses chevaux et ses armes pour le Berry. Cette décision n'est pas bien accueillie par les archers anglais qui ont vu leurs bagages pillés par les Lombards. D'après Prosper de Barante, dans son histoire des ducs de Bourgogne de la maison de Valois, il faut que le comte de Salisbury tue deux ou trois hommes pour calmer les archers,. 
Rambures quitte Verneuil le 18 au matin, avec 300 à 400 Écossais. Ces derniers reçoivent un sauf-conduit pour retourner en Écosse,. Pour Jean Chartier, les Anglais ne tiennent pas parole, en tout cas, les archers. Selon lui, plusieurs Dauphinois sont détroussés,. Xaintraille parvient à s'échapper parce qu'il est à cheval. Les rescapés reprennent le même chemin qu'à l'aller, ceci étant confirmé par des anecdotes et témoignages. Ils passent notamment par Châteaudun : dans un acte notarié, il est inscrit que Michel Ruelle, barbier de la ville, a reçu 6 écus d'or pour avoir guéri Pierre Boisseau, blessé à la tête lors de la bataille. Un autre témoignage raconte que Louis de Villeneuve, gouverneur de Châteaudun, fit arrêter un valet qui montait un cheval volé lors de la bataille de Verneuil.

### Soir de la bataille et arrivée de la nouvelle

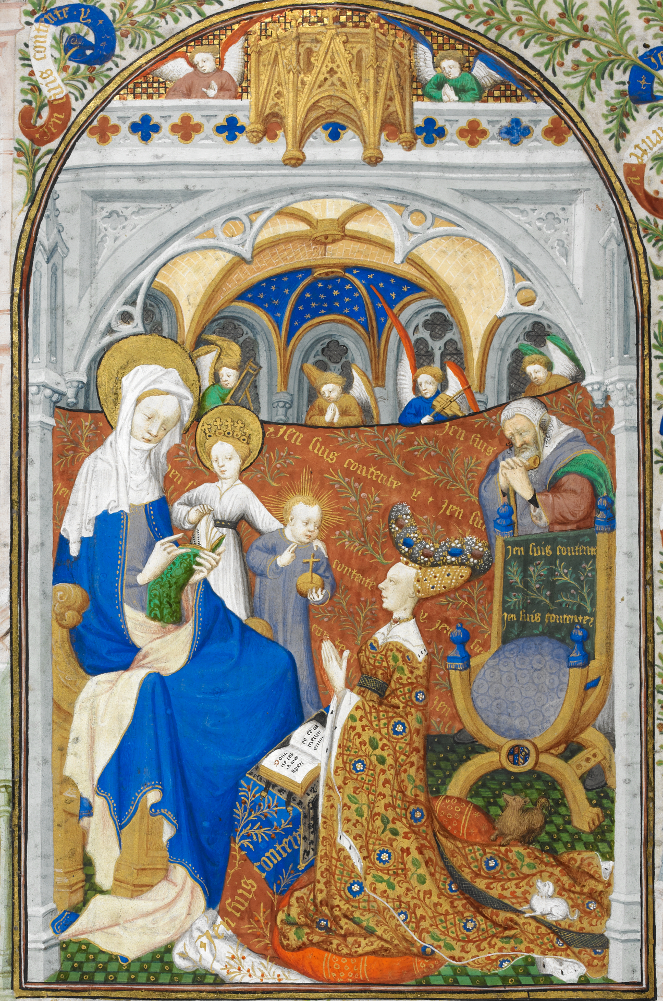
Anne de Bourgogne, duchesse de Bedford, miniature du Maître de Bedford entre 1410 et 1430, British Library, Londres.

Au soir de la confrontation, le régent Bedford rejoint Évreux avec son prisonnier, le jeune duc d'Alençon,,. Ils partent à Rouen ; après avoir rendu grâce à Dieu en la cathédrale Notre-Dame de Rouen, Bedford rejoint sa femme, Anne de Bourgogne, dans leur hôtel,,,. Bedford convie Alençon à demeurer avec lui et voir sa cousine Anne de Bourgogne,. 
Malgré la victoire, certaines rumeurs circulent : les Anglais auraient perdu la guerre et la chasse au déserteur serait ouverte. C'est le cas, par exemple, à Beaumont-le-Roger,. 
La nouvelle de la victoire anglaise arrive à Paris le 19 août. L'ensemble du parlement de Paris, acquis à la cause anglaise, se rend en procession du palais de la Cité à Notre-Dame, pour rendre grâce,. 
À Rouen, Bedford capture les déserteurs normands de son armée : les sires de Maucourt et Charles de Longueval sont arrêtés, décapités, leurs biens sont confisqués,. 
Bedford fait son entrée dans Paris le 8 septembre et est acclamé dans son habit rouge,. Il prend un repos à l'hôtel des Tournelles, et part pour Notre-Dame avec son lieutenant,. D'après le bourgeois de Paris, il se serait arrêté devant le Châtelet pour voir une représentation théâtrale de l'ancien testament,. 
Pour les Anglais, Verneuil est un nouvel Azincourt,.

## Suite de la guerre

### Côté anglo-bourguignon

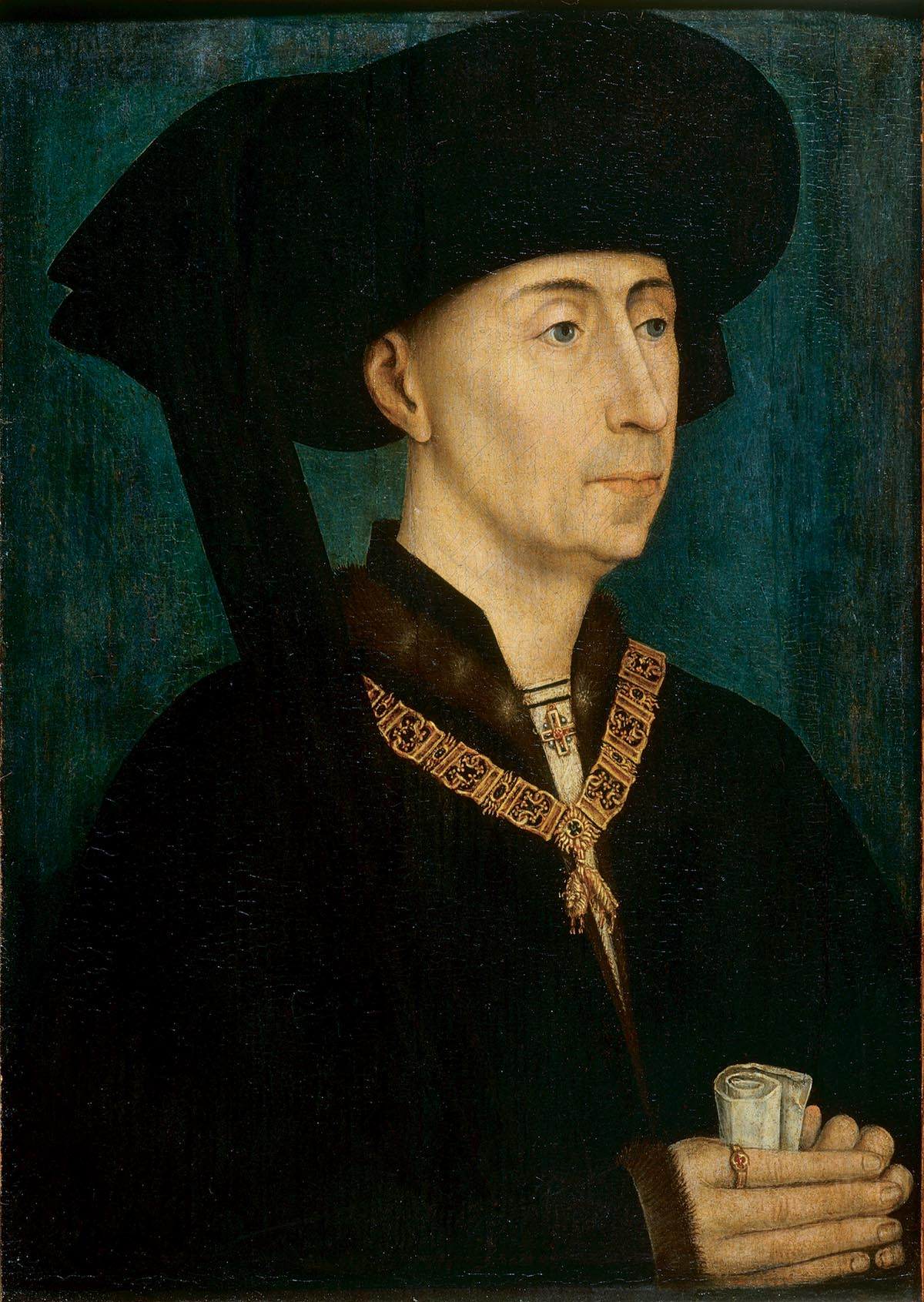
Philippe le Bon portant le collier de l'ordre de la Toison d'or (d'après Rogier van der Weyden, vers 1450, musée des beaux-arts de Dijon).

Les Anglais et les Bourguignons se réjouissent. La Normandie est sous domination anglaise à l'exception du mont Saint-Michel, qui est cependant isolé du territoire armagnac,,,. Ce haut lieu ne sera pas pris par les Anglais. Il faillit tomber en 1434 alors qu'il était défendu par Louis d'Estouteville, nommé par Charles VII en 1425, comme capitaine du mont,,. L'assaillant, Thomas de Scales, a préféré se replier pour ne pas subir la marée. 
Les projets anglais sont désormais possibles. En plus de la prise du Mont-Saint-Michel, le duc de Bedford a la volonté de conquérir l'Anjou et le Maine, comtés encore dans le giron du dauphin Charles que Bedford veut s'attribuer en échange du comté de Bar pour les Bourguignons. Ceux-ci, sous les ordres de Philippe le Bon, apportent un soutien sans faille aux Anglais et étendent leur emprise vers Paris avec notamment la conquête de la Champagne,,,. 
Malgré la prise presque totale de la Normandie, la région n'est pas pacifiée et n'accepte pas les Anglais. Des villageois et des paysans attaquent les convois et les soldats anglais, par crainte de se faire piller. Il y a aussi des actes de résistance : à Rouen, un complot est fomenté pour prendre d'assaut la garnison anglaise de la ville ; l'attaque avorte,. Pour réduire au silence les Normands, Bedford supprime la chambre des comptes de Normandie installée à Caen et la rallie à celle de Paris,. 
Après la bataille, les effectifs anglais en garnison diminuent ; dans plusieurs villes, Dreux ou Avranches, les garnisons dépassaient les 200 hommes. En temps de paix, seules Genêts et Cherbourg-en-Cotentin auront une garnison de 150 hommes,,.
En même temps que les opérations à Verneuil, les Bourguignons du comte Jean II de Luxembourg-Ligny prennent possession de la ville de Guise et du château d'Hérisson,. Peu après la bataille, dès le 24 août 1424, Bedford organise le siège du Mont-Saint-Michel qu'il confie à Nicolas Burdett. En face, le comte d'Aumale étant mort à la bataille de Verneuil, le baron de Coulonces le remplace au titre de capitaine du Mont,,. Mi-septembre, Salisbury organise une expédition dans le Maine, contre les places fortes de Senonches et Nogent-le-Rotrou,,. En novembre, William Oldhall est chargé de réunir une armée pour prendre Le Mans mais échoue,. 
Après la trêve d'hiver, les opérations reprennent ; le 12 juillet 1425, Salisbury prend Beaumont-sur-Sarthe, puis envoie Fastolf assiéger Le Mans. Fastolf espère ne pas faire couler le sang : par lettre, il exhorte la population à se rendre sans combattre et prédit les pires châtiments en cas de refus. Après 20 jours de siège, la ville se rend,,,. Les habitants doivent verser 1 500 écus pour payer les dépenses du siège. 
Puis, les Anglais marchent sur Sainte-Suzanne défendue par Ambroise de Loré,,. La ville tombe le 10 août,,. Les soldats anglais, une fois reconnus comme vétérans, reçoivent des terres en France. C'est mal perçu par les Français qui ne voient en eux que des envahisseurs,,.

### Côté écossais
La défaite de Verneuil permet au roi Jacques Ier d'affaiblir les grands seigneurs, plus riches et plus puissants que lui, et de faire main basse sur leurs fiefs,. Il prend possession du comté de Buchan et de Ross grâce à la mort de Jean Stuart de Buchan et de Ross,. Il fait arrêter Murdoch Stuart et deux de ses fils, Alexander et Walter. Ils sont décapités le 24 mai 1425 avec Duncan de Lennox, âgé de 80 ans, dont le seul crime était d'être le beau père de Murdoch,. Avec ces assassinats, le roi prend le comté de Fife, de Menteith, et s'arroge les revenus du comté de Lennox,. Pour garantir le paiement de sa rançon, le roi exile en Angleterre des grands seigneurs : le jeune John, 7e comte de Sutherland ou Malise Graham,,.

### Côté français

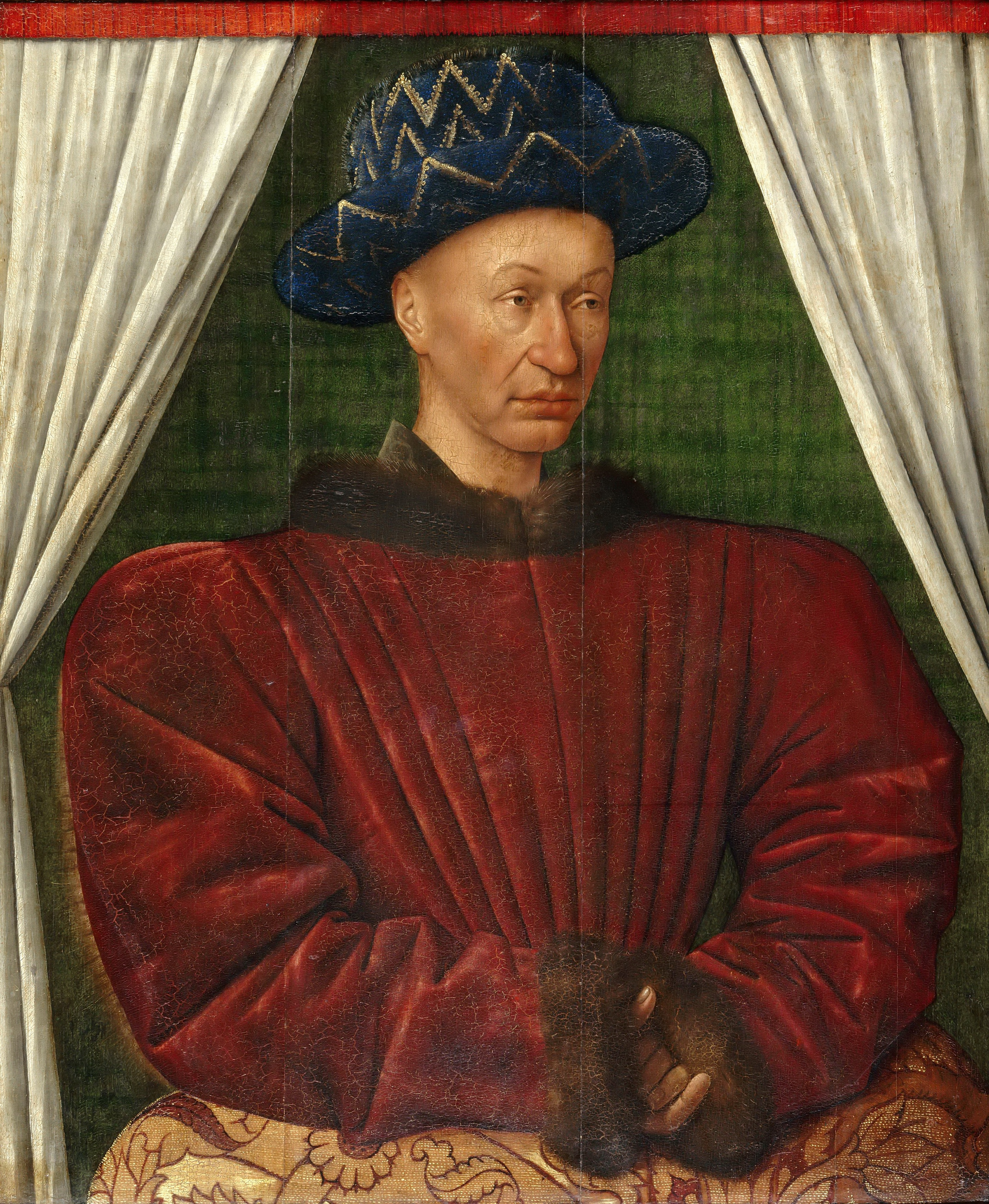
Portrait de Charles VII, par Jean Fouquet, vers 1445 ou 1450, musée du Louvre, inv. 9 106.

Thomas Basin, chroniqueur pro-anglais, écrit que « s'il est vrai que la mort de tant de Français est horrible, la défaite est une bonne chose pour la France »,. Beaucoup de chroniqueurs pro-anglais propagent une rumeur : une fois la bataille gagnée, les Écossais se seraient emparés du royaume et auraient été plus brutaux que les Anglais. C'est le cas du bourgeois de Paris, ou de l'auteur anonyme de De Calamitate Galliae cité par Jacques de Meyer,,. 
Le roi Charles VII se soucie peu du nombre de morts. Après la défaite de Cravant en 1423, il avait écrit aux nobles de Lyon que la défaite était sans importance, puisque l'armée française n'était composée que d'étrangers,,,,. Après Verneuil, il ne montre pas plus d'émotion : là-bas disparaît l'importante noblesse du Dauphiné. Pour cette dernière, il faudra un véritable sursaut qui mènera à la victoire d'Anthon en 1430,. 
Charles et ses conseillers s'inquiètent en revanche de leur impuissance à contrer les Anglais,,,,. D'après certains contemporains, il serait prêt à partir en exil en Espagne ou en Écosse,,. Rattrapé par les affaires intérieures, le dauphin décide de ramener le duché de Touraine dans le giron français et de déposséder la famille Douglas,,,. Une rumeur veut qu'Archibald Douglas (5e comte de Douglas), fils d'Archibald Douglas, mort à Verneuil, soit lui aussi décédé en Écosse,,. Archibald et sa mère Margaret Stuart l'apprennent et font des réclamations au roi, mais il est trop tard. Ils devront se consoler avec le titre de titulaire du duché, en tant que duc et pair,,,. Son fils, William Douglas (6e comte de Douglas), lui succède et meurt sans descendance, donnant définitivement le duché à Jean de Dunois,,,. Par une lettre signée le 21 octobre 1424 à Angers, le dauphin offre le duché, à l'exception des châteaux et ville rattachés à Chinon, à sa belle-mère Yolande d'Aragon, pour son fils Louis III d'Anjou,,. 
En Touraine, dès la confirmation de la défaite le 19 août 1424 et de la mort du duc et de son fils lors de la bataille, le conseil de la ville organise le blocage de la garnison écossaise et empêche les survivants d'entrer dans Tours,. L'opération entraînera de grands frais. Le but est de se venger des pillages des Écossais contre la population civile, et de se débarrasser d'eux,,,. La garnison, à court de vivres, en demande au conseil qui leur achète du poisson et de l'avoine,,. Le 24 août 1424, les corps de John Stuart, Archibald Douglas et James Douglas sont inhumés dans la cathédrale Saint-Gatien de Tours,,,. La défaite de Verneuil aura pour conséquence que, plus jamais jusqu'à la fin de la guerre de Cent Ans, l'Écosse n'enverra d'armée aussi puissante en France. Toutefois, dès 1425, le dauphin relance des pourparlers avec l'Écosse, Milan et la Castille,,,,,.
Les années 1424-1425, années noires pour le royaume de France, vont renforcer le découragement du dauphin. Mais, vers la fin de la décennie, l'avènement de nouveaux chefs de guerre, l'entrée du duché de Bretagne dans le conflit, et aussi l'arrivée de Jeanne d'Arc montrent que le royaume de France n'est pas prêt à se soumettre à Henri VI,,,,. Arthur III de Bretagne, nommé connétable de France en 1425, va donner un nouveau souffle à l'armée française. Il y aura aussi le progrès technique et la création de la première artillerie de campagne de l'histoire par les frères Gaspard et Jean Bureau. Il y aura enfin la réorganisation totale de l'armée française : création des Franc-archers et des Compagnies d'ordonnance,,,,. Jeanne d'Arc, quant à elle, a apporté aux Français l'idée que Dieu était de leur côté. Son aventure reste extraordinaire, mais elle n'est pas l'unique cause de ce renversement de situation à la fin des années 1420, et qui se terminera par la victoire finale à la bataille de Castillon en 1453,,,,. 
L'occupation anglaise en Normandie, sauf les îles Anglo-Normandes qui sont aujourd'hui rattachées à la couronne britannique sans faire partie du Royaume-Uni, se termine à la bataille de Formigny en 1450,,,,.

## Commémorations

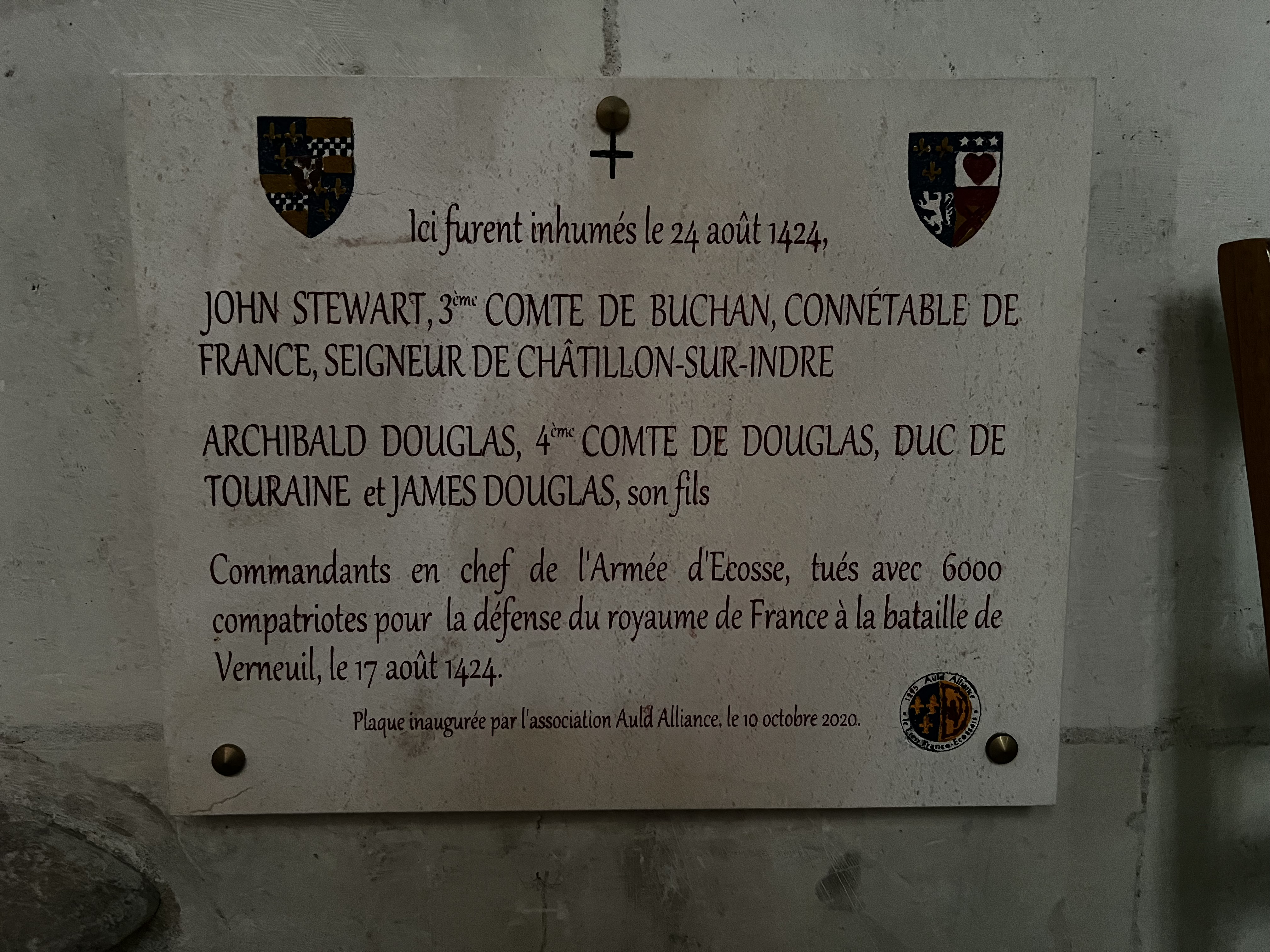
Plaque commémorative dans la cathédrale Saint-Gatien de Tours.

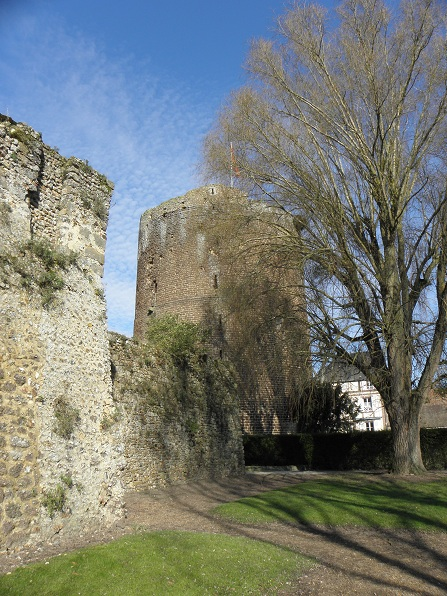
Restes des fortifications de Verneuil avec en arrière-plan la tour grise.

Parmi les auteurs du Moyen Âge contemporains de la bataille, on peut citer Jean et Alain Chartier, Jean Le Fèvre de Saint Rémy, Enguerrand de Monstrelet, le Bourgeois de Paris, Antonio Morosini, Cousinot et bien d'autres. 
Le nombre de sources d'époque est important et beaucoup de contemporains en ont parlé, bien que la bataille soit moins connue que celle d'Azincourt. La ville de Verneuil tente de la faire connaître. Une stèle est apposée devant le château de Charnelles, à Piseux où se trouvait l'armée anglo-bourguignonne,. 
En 1999, une nouvelle plaque est apposée en la présence d'une délégation écossaise, dans le parc André-Faugère situé sur les berges de l'Avre, non loin de la tour Grise, le plus grand vestige des remparts de Verneuil,.
Un musée est ouvert dans la tour, au début des années 2000, et présente des vestiges retrouvés sur le champ de bataille.
L'association Auld Alliance fait partie des principaux contributeurs de la préservation de la mémoire des combattants de Verneuil. En 2020, elle inaugura à Tours une plaque pour commémorer l'inhumation des principaux capitaines écossais.
En 2019, pour faire connaître au grand public l'histoire de la bataille, la ville de Verneuil a invité le youtubeur Benjamin Brillaud, dit Nota Bene, à faire une vidéo sur cet événement,,,.
À l'occasion du 600e anniversaire de la bataille, les 17 et 18 août 2024, lors de la fête des gueux (une fête médiévale vieille d'une quinzaine d'années à Verneuil), elle sera commémorée et reconstituée, non pas sur le site même, mais à Bâlines,,,. Certains objets de la bataille ont été retrouvés : des carreaux d'arbalète, des boulets de canon en pierre, des restes d'équipement de cavalier comme des éperons ou des fers de haches : ils sont tous présentés dans le musée de la tour grise. Aucune fouille n'a été entreprise depuis les événements. Il s'agit de découvertes fortuites.